# 大韓航空8702號班機事故
大韓航空8702號班機事故發生於1998年8月5日，肇事飛機為一架波音747-4B5，編號HL7496，原定由東京成田機場飛往首爾金浦國際機場。

## 事件經過
（以下時間全部以日本和韓國時間為準，即GMT+0900）
1998年8月5日，肇事客機於16時50分從日本東京成田機場起飛，原定於19時20分抵達南韓首爾金浦國際機場。但當天首爾市的天氣相當惡劣，有大雨及狂風雷暴，迫使肇事客機改飛濟州。
航機於21時07分在濟州起飛繼續行程，約一小時後在金浦國際機場降落。肇事客機在降落時懷疑因跑道面濕滑，全機衝離跑道，在跑道盡頭100米外在一處草地上才停下。由於衝力強大，肇事客機其中一邊機翼折斷，幸好並沒有發生爆炸。機上379名乘客及16名機員中，有25人受傷。

## 其他
肇事的747客機在1996年6月投入服務，即是事發時機齡只有2年。由於肇事客機機身嚴重受損，加上一隻機翼折斷，無法修復，故即時退役。HL7496成為了全球第2架報銷的波音747-400客機。（第1架是中華航空的B-165，1993年退役。）

## 類似事故
- 中華航空605號班機事故
- 法國航空358號班機事故
- 巴西天馬航空3054號班機空難
- 澳洲航空1號班機事故

## 外部連結
- Aviation-Safety網站之相關資料（页面存档备份，存于）